# Velotte-et-Tatignécourt
Velotte-et-Tatignécourt is een gemeente in het Franse departement Vosges (regio Grand Est) en telt 148 inwoners (1999). De plaats maakt deel uit van het arrondissement Épinal.

## Geografie
De oppervlakte van Velotte-et-Tatignécourt bedraagt 5,4 km², de bevolkingsdichtheid is 27,4 inwoners per km².
De onderstaande kaart toont de ligging van Velotte-et-Tatignécourt met de belangrijkste infrastructuur en aangrenzende gemeenten.

## Demografie
Onderstaande figuur toont het verloop van het inwonertal (bron: INSEE-tellingen).